# Bloedbad van Wola
Het bloedbad van Wola (Pools: Rzeź Woli) is de massamoord op Poolse burgers in het district Wola in Warschau door de Duitse bezettingsmacht tijdens de Tweede Wereldoorlog.
Kort na het uitbreken van de Opstand van Warschau in augustus 1944 gaf Heinrich Himmler de "Reinefarth Gevechtsgroep", onder leiding van Heinz Reinefarth, die hoofdzakelijk bestond uit SS-eenheden en afdelingen van de Ordnungspolizei, opdracht Wola te bestormen, dat bezet was door het Poolse Thuisleger. In de loop van de gevechten, vooral tussen 5 en 7 augustus, vonden brute aanvallen en massa-executies onder de bevolking plaats. Het aantal Poolse burgers dat gedurende deze drie dagen werd vermoord, wordt geschat op ongeveer 30.000.
Op 12 augustus 1944 hadden naar schatting 50.000 inwoners van Wola het leven verloren. De actie, op bevel van Adolf Hitler, was bedoeld om de wil van de Poolse troepen tot vechten te breken en om hen de steun van de bevolking te ontnemen. Op deze manier wilde men Duitse verliezen in een stadsoorlog voorkomen. Dit doel werd niet bereikt. 
In termen van slachtoffers was het bloedbad van Wola de grootste oorlogsmisdaad op Europese bodem tijdens de Tweede Wereldoorlog.